# Spirit (film)
Spirit (v anglickém originále The Spirit) je americký akční film z roku 2008. Režisérem filmu je Frank Miller. Hlavní role ve filmu ztvárnili Gabriel Macht, Samuel L. Jackson, Scarlett Johanssonová, Eva Mendes a Sarah Paulsonová.

## Obsazení
| Gabriel Macht         | Denny Colt/Spirit |
| Samuel L. Jackson     | Octopus           |
| Scarlett Johanssonová | Silken Floss      |
| Eva Mendes            | Sand Saref        |
| Sarah Paulsonová      | Ellen Dolan       |
| Seychelle Gabriel     | mladá Sand        |
| Dan Lauria            | Eustace Dolan     |
| Stana Katic           | Morgenstern       |
| Jaime King            | Lorelei           |
| Paz Vega              | Plaster z Paříže  |